# Solomon Mahlangu
Solomon Kalushi Mahlangu (Mamelodi, 10 luglio 1956 – Pretoria, 6 aprile 1979) è stato un attivista sudafricano anti-apartheid, operativo del Congresso nazionale africano (ANC) ala militare, Umkhonto we Sizwe (MK). Condannato per omicidio da parte dell'allora amministrazione sudafricana (apartheid), Mahlangu è stato impiccato nel 1979.

## Primi anni
Mahlangu è nato a Pretoria il 10 luglio 1956. Il secondo figlio di Martha Mahlangu, suo padre l'ha lasciato nel 1962 e di conseguenza è stato allevato dalla madre, una casalinga. Ha frequentato a Mamelodi il Liceo fino a Standard 8, ma non ha completato gli studi a causa delle numerose rivolte che hanno portato alla chiusura delle scuole.

## Carriera politica
Mahlangu non ha partecipato agli scontri di Soweto del 16 giugno 1976, anche se è entrato nell'ANC nel settembre del 1976. Ha poi lasciato il paese per essere addestrato come un operativo Umkhonto we Sizwe in Angola e Mozambico, e in data 11 giugno 1977 è tornato in Sud Africa attraverso lo Swaziland. Mahlangu ei suoi amici Mondy Johannes Motloung e George "Lucky" Mahlangu, sono stati successivamente rintracciati dalla polizia sudafricana a Johannesburg. Anche se "Lucky" Mahlangu riuscì a fuggire, nella sparatoria conseguente quattro civili sono stati raggiunti da colpi vaganti. Solomon Mahlangu e Motloung sono stati arrestati, processati e impiccati dopo due anni. Prima di andare alla forca è noto per avere detto le ormai famose parole "al mio popolo che amo e che deve continuare la lotta, il mio sangue nutre l'albero che porterà i frutti di libertà, la lotta continua".